# Johann Melchior Söllner
Johann Melchior Söllner (* 18. Oktober 1601 in Neustadt an der Saale; † 16. Mai 1666 in Würzburg) war ein römisch-katholischer Theologe, Geistlicher und von 1648 bis 1666 Weihbischof in Würzburg.

## Geistliche Laufbahn
1616 begann Söllner das Theologiestudium an der Universität Würzburg, war 1617 Kanoniker am Neumünster und erhielt am 28. März 1626 die Priesterweihe. 1627 war er Stiftskapitular. Im Jahr 1631 promovierte er zum Doktor der Theologie und floh mit dem Einfall der Schweden im Dreißigjährigen Krieg aus Würzburg. Nach seiner Rückkehr 1634 war er Pfarrer am Juliusspital. Durch Fürstbischof Franz von Hatzfeld wurde er 1636 Generalvikar des Bistums Würzburg. 1647 erfolgte die Wahl zum Dekan im Stift Neumünster.

## Weihbischof in Würzburg
Söllner wurde von Fürstbischof Johann Philipp von Schönborn nach Ende des Dreißigjährigen Krieges am 7. Dezember 1648 zum Weihbischof ernannt und am 6. Juni 1649 geweiht. Er wirkte bis zu seinem Tode in diesem Amt in Würzburg.

## Rektor der Universität Würzburg
Von 1647 bis 1650 war er dreimal Rektor der Julius-Maximilians-Universität Würzburg.